# Pikovaya dama (filme)
Pikovaya dama é um filme de drama russo de 1916 dirigido por Yakov Protazanov.

## Enredo
O filme é uma adaptação do conto de Aleksandr Pushkin de 1834 com o mesmo nome.

## Elenco
- Tamara Duvan
- Ivan Mozzhukhin...	Hermann
- Vera Orlova...	Lizaveta
- Nikolai Panov
- Polycarpe Pavloff